# Biathlon na Zimowych Igrzyskach Olimpijskich 2006 – sztafeta mężczyzn
Bieg sztafetowy mężczyzn podczas Zimowych Igrzyskach Olimpijskich 2006 został rozegrany 21 lutego w Cesana San Sicario. W skład każdej reprezentacji wchodziło czterech zawodników. Każdy z nich miał do pokonania 7,5-kilometrowy odcinek, podczas którego dwa razy strzelał – w pozycji leżącej oraz stojącej.
Złoty medal zdobyła reprezentacja Niemiec, która biegła w składzie: Ricco Groß, Michael Rösch, Sven Fischer oraz Michael Greis. Drugie miejsce zajęła reprezentacja Rosji w składzie: Iwan Czeriezow, Siergiej Czepikow, Pawieł Rostowcew i Nikołaj Krugłow. Brązowy medal wywalczyli reprezentanci Francji: Julien Robert, Vincent Defrasne, Ferréol Cannard oraz Raphaël Poirée.

## Tło
W biegu sztafetowym na Zimowych Igrzyskach Olimpijskich 2006 mogły wziąć udział reprezentacje, które uplasowały się w najlepszej dwudziestce klasyfikacji Pucharu Narodów w poprzednim sezonie. Każdy z zawodników, który został zgłoszony do biegu sztafetowego, musiał spełniać wymagania niezbędne do startu w konkurencjach indywidualnych.
Bieg sztafetowy mężczyzn podczas Zimowych Igrzysk Olimpijskich 2006 w Turynie był piątą tego rodzaju konkurencją w sezonie 2005/2006. Zawodnicy rywalizowali wcześniej w szwedzkim Östersund, austriackim Hochfilzen oraz niemieckim Oberhofie i Ruhpolding. Pierwsze zawody wygrała reprezentacja Norwegii, biegnąca w składzie: Stian Eckhoff, Egil Gjelland, Halvard Hanevold oraz Ole Einar Bjørndalen. Kolejne miejsca na podium zajęli Rosjanie oraz Francuzi. Drugie zawody wygrali Niemcy, biegnący w składzie: Ricco Groß, Alexander Wolf, Sven Fischer i Michael Greis. Na podium ponownie stanęli Rosjanie i Francuzi. Kolejne zawody – trzecie – odbyły się w styczniu w Oberhofie. Wtedy to, na najwyższym stopniu podium ponownie uplasowali się Niemcy, którzy pobiegli w identycznym składzie, jak podczas poprzednich zawodów. Drugie miejsce zajęli Rosjanie, a trzecie Białorusini. Ostatnią rywalizację sztafet w Pucharze Świata przed igrzyskami wygrali po raz kolejny Niemcy, tym razem biegnący w składzie: Michael Rösch, Alexander Wolf, Sven Fischer, Michael Greis. Na podium znaleźli się również Austriacy oraz Norwegowie.
Mistrzostwo świata w tej konkurencji w 2005 roku wywalczyła reprezentacja Norwegii, biegnąca w składzie: Halvard Hanevold, Stian Eckhoff, Egil Gjelland oraz Ole Einar Bjørndalen. Drugie miejsce podczas mistrzostw zajęli Rosjanie, a trzecie Austriacy.
Na poprzednich igrzyskach złoty medal również zdobyli reprezentanci Norwegii: Halvard Hanevold, Frode Andresen, Egil Gjelland oraz Ole Einar Bjørndalen. Srebrny medal wywalczyła reprezentacja Niemiec, a brązowy reprezentanci Francji.
| data                                                               | miejscowość                                   | zwycięzcy                                     | zwycięzcy                                     | drudzy                                        | drudzy                                        | trzeci                                        | trzeci                                        | źródło                                        |
| data                                                               | miejscowość                                   | czas                                          | strzelanie                                    | czas                                          | strzelanie                                    | czas                                          | strzelanie                                    | źródło                                        |
| Wyniki biegu sztafetowego w sezonie 2005/2006                      | Wyniki biegu sztafetowego w sezonie 2005/2006 | Wyniki biegu sztafetowego w sezonie 2005/2006 | Wyniki biegu sztafetowego w sezonie 2005/2006 | Wyniki biegu sztafetowego w sezonie 2005/2006 | Wyniki biegu sztafetowego w sezonie 2005/2006 | Wyniki biegu sztafetowego w sezonie 2005/2006 | Wyniki biegu sztafetowego w sezonie 2005/2006 | Wyniki biegu sztafetowego w sezonie 2005/2006 |
| ------------------------------------------------------------------ | --------------------------------------------- | --------------------------------------------- | --------------------------------------------- | --------------------------------------------- | --------------------------------------------- | --------------------------------------------- | --------------------------------------------- | --------------------------------------------- |
| 29 listopada                                                       | Östersund                                     | Norwegia                                      | Norwegia                                      | Rosja                                         | Rosja                                         | Francja                                       | Francja                                       | [ 2 ]                                         |
| 29 listopada                                                       | Östersund                                     | 1:17:51,5                                     | 1+8                                           | 1:17:56,8                                     | 0+6                                           | 1:18:28,6                                     | 0+6                                           | [ 2 ]                                         |
| 11 grudnia                                                         | Hochfilzen                                    | Niemcy                                        | Niemcy                                        | Rosja                                         | Rosja                                         | Francja                                       | Francja                                       | [ 3 ]                                         |
| 11 grudnia                                                         | Hochfilzen                                    | 1:20:58,3                                     | 1+5                                           | 1:21:35,5                                     | 0+7                                           | 1:22:01,4                                     | 0+6                                           | [ 3 ]                                         |
| 4 stycznia                                                         | Oberhof                                       | Niemcy                                        | Niemcy                                        | Rosja                                         | Rosja                                         | Białoruś                                      | Białoruś                                      | [ 4 ]                                         |
| 4 stycznia                                                         | Oberhof                                       | 1:25:19,8                                     | 1+13                                          | 1:25:52,0                                     | 0+11                                          | 1:25:56,4                                     | 0+14                                          | [ 4 ]                                         |
| 12 stycznia                                                        | Ruhpolding                                    | Niemcy                                        | Niemcy                                        | Austria                                       | Austria                                       | Norwegia                                      | Norwegia                                      | [ 5 ]                                         |
| 12 stycznia                                                        | Ruhpolding                                    | 1:29:04,4                                     | 0+3                                           | 1:29:45,6                                     | 0+3                                           | 1:30:04,0                                     | 0+8                                           | [ 5 ]                                         |
| Wyniki biegu sztafetowego na Mistrzostwach Świata 2005             |                                               |                                               |                                               |                                               |                                               |                                               |                                               |                                               |
| 12 marca                                                           | Hochfilzen                                    | Norwegia                                      | Norwegia                                      | Rosja                                         | Rosja                                         | Austria                                       | Austria                                       | [ 6 ]                                         |
| 12 marca                                                           | Hochfilzen                                    | 1:21:59,2                                     | 0+7                                           | 1:22:25,2                                     | 0+5                                           | 1:22:42,5                                     | 0+4                                           | [ 6 ]                                         |
| Wyniki biegu sztafetowego na Zimowych Igrzyskach Olimpijskich 2002 |                                               |                                               |                                               |                                               |                                               |                                               |                                               |                                               |
| 20 lutego                                                          | Salt Lake City                                | Norwegia                                      | Norwegia                                      | Niemcy                                        | Niemcy                                        | Francja                                       | Francja                                       | [ 7 ]                                         |
| 20 lutego                                                          | Salt Lake City                                | 1:23:42,3                                     | 0+8                                           | 1:24:27,6                                     | 1+9                                           | 1:24:36,6                                     | 0+6                                           | [ 7 ]                                         |

## Lista startowa
Opracowano na podstawie materiału źródłowego:
| Numer | Reprezentacja | Zawodnicy                                                                   |
| ----- | ------------- | --------------------------------------------------------------------------- |
| 1     | Rosja         | Iwan Czeriezow Siergiej Czepikow Pawieł Rostowcew Nikołaj Krugłow           |
| 2     | Niemcy        | Ricco Groß Michael Rösch Sven Fischer Michael Greis                         |
| 3     | Francja       | Julien Robert Vincent Defrasne Ferréol Cannard Raphaël Poirée               |
| 4     | Norwegia      | Halvard Hanevold Stian Eckhoff Frode Andresen Ole Einar Bjørndalen          |
| 5     | Białoruś      | Alaksandr Syman Siarhiej Nowikau Rustam Waliullin Oleg Ryżenkow             |
| 6     | Austria       | Daniel Mesotitsch Friedrich Pinter Ludwig Gredler Christoph Sumann          |
| 7     | Szwecja       | David Ekholm Jakob Börjesson Björn Ferry Mattias Nilsson Carl Johan Bergman |
| 8     | Czechy        | Ondřej Moravec Zdeněk Vítek Roman Dostál Michal Šlesingr                    |
| 9     | Ukraina       | Ołeksandr Biłanenko Andrij Deryzemla Aleksiej Korobiejnikow Rusłan Łysenko  |

| Numer | Reprezentacja     | Zawodnicy                                                                   |
| ----- | ----------------- | --------------------------------------------------------------------------- |
| 10    | Słowacja          | Pavol Hurajt Dušan Šimočko Miroslav Matiaško Marek Matiaško                 |
| 11    | Słowenia          | Janez Marič Janez Ožbolt Klemen Bauer Matjaž Poklukar                       |
| 12    | Włochy            | Christian De Lorenzi Rene Laurent Vuillermoz Paolo Longo Wilfried Pallhuber |
| 13    | Polska            | Wiesław Ziemianin Tomasz Sikora Michał Piecha Krzysztof Pływaczyk           |
| 14    | Łotwa             | Jānis Bērziņš Edgars Piksons Raivis Zīmelis Ilmārs Bricis                   |
| 15    | Estonia           | Dimitri Borovik Indrek Tobreluts Roland Lessing Priit Viks                  |
| 16    | Stany Zjednoczone | Jay Hakkinen Tim Burke Lowell Bailey Jeremy Teela                           |
| 17    | Japonia           | Tatsumi Kasahara Hidenori Isa Kyōji Suga Shin’ya Saitō                      |

## Przebieg rywalizacji
Opracowano na podstawie materiału źródłowego:

### Pierwsza zmiana
Liderem po pierwszej zmianie był Amerykanin Jay Hakkinen, który trzy razy dobierał nabój i wyprzedzał o 3,8 sekundy Czecha Ondřeja Moraveca. Na trzeciej pozycji do strefy zmian wbiegł Ricco Groß, który tracił 6,3 sekundy do lidera. Tylko jeden zawodnik – Julien Robert bezbłędnie wykonał swoje strzelanie. Dwóch zawodników pokonało jedną karną rundę, a Pavol Hurajt dwa razy musiał przebiec dodatkowy dystans.
Pierwsze dziesięć reprezentacji po pierwszej zmianie:
| Lp. | Reprezentacja     | Zawodnik             | Czas    | Strata | Strzelanie zawodnika | Strzelanie drużyny |
| --- | ----------------- | -------------------- | ------- | ------ | -------------------- | ------------------ |
| 1.  | Stany Zjednoczone | Jay Hakkinen         | 20:40,8 |        | 0+3                  | 0+3                |
| 2.  | Czechy            | Ondřej Moravec       | 20:44,6 | +3,8   | 0+1                  | 0+1                |
| 3.  | Niemcy            | Ricco Groß           | 20:47,1 | +6,3   | 0+1                  | 0+1                |
| 4.  | Włochy            | Christian De Lorenzi | 20:48,8 | +8,0   | 0+2                  | 0+2                |
| 5.  | Polska            | Wiesław Ziemianin    | 20:56,5 | +15,7  | 0+1                  | 0+1                |
| 6.  | Rosja             | Iwan Czeriezow       | 21:10,0 | +29,2  | 0+3                  | 0+3                |
| 7.  | Słowenia          | Janez Marič          | 21:19,3 | +38,5  | 0+4                  | 0+4                |
| 8.  | Japonia           | Tatsumi Kasahara     | 21:22,1 | +41,3  | 0+2                  | 0+2                |
| 9.  | Ukraina           | Ołeksandr Biłanenko  | 21:32,6 | +51,8  | 0+3                  | 0+3                |
| 10. | Norwegia          | Halvard Hanevold     | 21:33,1 | +52,3  | 0+2                  | 0+2                |

### Druga zmiana
Po drugiej zmianie na prowadzenie wysunęła się reprezentacja Niemiec. Michael Rösch bezbłędnie strzelał i o 24,4 sekundy wyprzedzał Rene Laurenta Vuillermoza. Na trzeciej pozycji znajdował się Tomasz Sikora, który tracił 28,1 sekundy do prowadzącego. Podczas drugiego strzelania trzech zawodników strzelało bezbłędnie. Zdeněk Vítek zmuszony był do pokonania karnej rundy.
Pierwsze dziesięć reprezentacji po drugiej zmianie:
| Lp. | Reprezentacja     | Zawodnik                | Czas    | Strata  | Strzelanie zawodnika | Strzelanie drużyny |
| --- | ----------------- | ----------------------- | ------- | ------- | -------------------- | ------------------ |
| 1.  | Niemcy            | Michael Rösch           | 40:29,6 |         | 0+0                  | 0+1                |
| 2.  | Włochy            | Rene Laurent Vuillermoz | 40:54,0 | +24,4   | 0+2                  | 0+4                |
| 3.  | Polska            | Tomasz Sikora           | 40:57,7 | +28,1   | 0+1                  | 0+2                |
| 4.  | Francja           | Vincent Defrasne        | 41:19,1 | +49,5   | 0+1                  | 0+1                |
| 5.  | Rosja             | Siergiej Czepikow       | 41:19,7 | +50,1   | 0+0                  | 0+3                |
| 6.  | Czechy            | Zdeněk Vítek            | 41:32,0 | +1:02,4 | 1+3                  | 1+4                |
| 7.  | Ukraina           | Andrij Deryzemla        | 41:42,9 | +1:13,3 | 0+2                  | 0+5                |
| 8.  | Stany Zjednoczone | Tim Burke               | 41:46,7 | +1:17,1 | 0+6                  | 0+9                |
| 9.  | Norwegia          | Stian Eckhoff           | 41:55,2 | +1:25,6 | 0+2                  | 0+4                |
| 10. | Szwecja           | Björn Ferry             | 41:55,8 | +1:26,2 | 0+3                  | 0+7                |

### Trzecia zmiana
Biegnący na trzeciej zmianie reprezentant Niemiec – Sven Fischer utrzymał prowadzenie swojej reprezentacji. Niemiec zmuszony był do pokonania karnej rundy i jego przewaga zmalała do 18,5 sekundy nad reprezentacją Rosji, która awansowała na drugą pozycję. Pawieł Rostowcew dwa razy dobierał nabój. Na trzecie miejsce awansowała reprezentacja Francji, w której składzie na tej zmianie biegł Ferréol Cannard. Podczas trzeciej zmiany nikt nie wykonał bezbłędnego strzelania. Czterech zawodników musiało pokonać dodatkową rundę karną, trzech zawodników dwie rundy, a Raivis Zīmelis cztery razy biegł dodatkowy dystans.
Pierwsze dziesięć reprezentacji po trzeciej zmianie:
| Lp. | Reprezentacja     | Zawodnik               | Czas      | Strata  | Strzelanie zawodnika | Strzelanie drużyny |
| --- | ----------------- | ---------------------- | --------- | ------- | -------------------- | ------------------ |
| 1.  | Niemcy            | Sven Fischer           | 1:01:41,2 |         | 1+4                  | 1+5                |
| 2.  | Rosja             | Pawieł Rostowcew       | 1:01:59,7 | +18,5   | 0+2                  | 0+5                |
| 3.  | Francja           | Ferréol Cannard        | 1:02:21,2 | +40,0   | 0+2                  | 0+3                |
| 4.  | Szwecja           | Mattias Nilsson        | 1:02:23,3 | +42,1   | 0+3                  | 0+10               |
| 5.  | Czechy            | Roman Dostál           | 1:02:29,7 | +48,5   | 0+4                  | 1+8                |
| 6.  | Ukraina           | Aleksiej Korobiejnikow | 1:02:35,6 | +54,4   | 0+2                  | 0+7                |
| 7.  | Włochy            | Paolo Longo            | 1:02:47,2 | +1:06,0 | 2+3                  | 2+7                |
| 8.  | Japonia           | Kyōji Suga             | 1:02:49,7 | +1:08,5 | 0+3                  | 0+7                |
| 9.  | Stany Zjednoczone | Lowell Bailey          | 1:03:03,8 | +1:22,6 | 0+4                  | 0+13               |
| 10. | Norwegia          | Frode Andresen         | 1:03:48,1 | +2:06,9 | 2+5                  | 2+9                |

### Czwarta zmiana
Po ostatnim strzelaniu prowadziła reprezentacja Niemiec. Biegnący na ostatniej zmianie Michael Greis trzy razy dobierał nabój i po wybiegnięciu ze strzelnicy miała 18,3 sekundy przewagi nad Rosjaninem Nikołajem Krugłowem. Na trzeciej pozycji biegł Szwed Carl Johan Bergman, która miała 13 sekund przewagi nad Francuzem Raphaëlem Poirée, jednak Poirée wyprzedził Bergmana i reprezentacja Francji zdobyła brązowy medal. Podczas ostatniej zmiany tylko Ole Einar Bjørndalen wykonał bezbłędne strzelanie. Dwóch zawodników pokonało jedną karną rundę oraz również dwóch pokonało dwie karne rundy.
Pierwsze dziesięć reprezentacji po ostatnim strzelaniu:
| Lp. | Reprezentacja     | Zawodnik             | Czas      | Strata  | Strzelanie zawodnika | Strzelanie drużyny |
| --- | ----------------- | -------------------- | --------- | ------- | -------------------- | ------------------ |
| 1.  | Niemcy            | Michael Greis        | 1:15:46,7 |         | 0+3                  | 1+8                |
| 2.  | Rosja             | Nikołaj Krugłow      | 1:16:05,0 | +18,3   | 0+1                  | 0+6                |
| 3.  | Szwecja           | Carl Johan Bergman   | 1:16:18,7 | +32,0   | 0+2                  | 0+12               |
| 4.  | Francja           | Raphaël Poirée       | 1:16:31,7 | +45,0   | 0+3                  | 0+6                |
| 5.  | Norwegia          | Ole Einar Bjørndalen | 1:16:55,5 | +1:08,8 | 0+0                  | 2+9                |
| 6.  | Czechy            | Michal Šlesingr      | 1:16:59,1 | +1:12,4 | 0+3                  | 1+11               |
| 7.  | Ukraina           | Rusłan Łysenko       | 1:17:25,5 | +1:38,8 | 1+4                  | 1+11               |
| 8.  | Włochy            | Wilfried Pallhuber   | 1:17:28,5 | +1:41,8 | 0+3                  | 2+10               |
| 9.  | Stany Zjednoczone | Jeremy Teela         | 1:18:12,0 | +2:25,3 | 1+4                  | 1+17               |
| 10. | Słowenia          | Matjaž Poklukar      | 1:18:25,2 | +2:38,5 | 0+1                  | 1+10               |

### Dodatkowe informacje
Podczas pierwszej zmiany najszybciej oba strzelania wykonał Julien Robert, któregi zsumowany czas wyniósł 1 minutę. Francuz przy tym nie popełnił żadnego błędu. Z uwzględnieniem wbiegu na strzelnicę, samego strzelania, wygiegu oraz pokonania ewentualnej rundy karnej, najlepszy czas miał Jay Hakkinen, który na wykonanie tych czynności potrzebowała 1 minutę i 53,8 sekundy. Na drugiej zmianie ze strzelaniami najszybciej uporała się Niemiec Michael Rösch. Potrzebował on 45 sekund na wykonanie samych strzelań, a na cały pobyt na strzelnicy (wbiegnięcie, strzelanie, wybiegnięcie) musiał poświęcić 1 minutę i 35 sekund. Na trzeciej zmianie strzelanie i pobyt na strzelnicy najmniej czasu zajął Francuzowi Ferréolowi Cannard. Strzelania wykonał w 1 minutę i 11 sekund, natomiast pobyt na strzelnicy zajął jej 2 minutę i 5,7 sekundy. Na ostatniej zmianie najszybciej strzelania wykonała Norweg Ole Einar Bjørndalen – w czasie 40 sekund, nie popełniając żadnego błędu. Z uwzględnieniem wbiegu na strzelnicę, samego strzelania, wygiegu oraz pokonania ewentualnej rundy karnej, najlepszy czas miał także Norweg, który te czynności wykonał w czasie 1 minut i 28 sekund.
Na pierwszej zmianie najszybszy czas biegu miał Christian De Lorenzi. Na drugiej – Björn Ferry, na trzeciej – Mattias Nilsson i na czwartej zmianie – Ole Einar Bjørndalen.
Pierwsza zmiana
| Lp. | Strzelania                 | Pobyt na strzelnicy          | Czas biegu                           |
| --- | -------------------------- | ---------------------------- | ------------------------------------ |
| 1.  | Julien Robert (1 min)      | Jay Hakkinen (1 min 53,8 s)  | Christian De Lorenzi (18 min 34,9 s) |
| 2.  | Ondřej Moravec (1 min 6 s) | Julien Robert (1 min 54,2 s) | Janez Marič (18 min 41,5 s)          |
| 3.  | Ricco Groß (1 min 7 s)     | Ricco Groß (1 min 57,5 s)    | Ondřej Moravec (18 min 45,7 s)       |

Druga zmiana
| Lp. | Strzelania              | Pobyt na strzelnicy             | Czas biegu                              |
| --- | ----------------------- | ------------------------------- | --------------------------------------- |
| 1.  | Michael Rösch (45 s)    | Michael Rösch (1 min 35 s)      | Björn Ferry (17 min 56,5 s)             |
| 2.  | Vincent Defrasne (54 s) | Vincent Defrasne (1 min 45,9 s) | Vincent Defrasne (17 min 59,4 s)        |
| 3.  | Friedrich Pinter (57 s) | Edgars Piksons (1 min 52,3 s)   | Rene Laurent Vuillermoz (17 min 59,7 s) |

Trzecia zmiana
| Lp. | Strzelania                                | Pobyt na strzelnicy                  | Czas biegu                     |
| --- | ----------------------------------------- | ------------------------------------ | ------------------------------ |
| 1.  | Ferréol Cannard (1 min 11 s)              | Ferréol Cannard (2 min 5,7 s)        | Mattias Nilsson (18 min 4,4 s) |
| 2.  | Aleksiej Korobiejnikow (1 min 14 s)       | Aleksiej Korobiejnikow (2 min 7,3 s) | Sven Fischer (18 min 11,9 s)   |
| 3.  | Pawieł Rostowcew Paolo Longo (1 min 27 s) | Pawieł Rostowcew (2 min 17,3 s)      | Frode Andresen (18 min 14,6 s) |

Czwarta zmiana
| Lp. | Strzelania                     | Pobyt na strzelnicy               | Czas biegu                           |
| --- | ------------------------------ | --------------------------------- | ------------------------------------ |
| 1.  | Ole Einar Bjørndalen (40 s)    | Ole Einar Bjørndalen (1 min 28 s) | Ole Einar Bjørndalen (17 min 47,5 s) |
| 2.  | Carl Johan Bergman (1 min 6 s) | Carl Johan Bergman (1 min 56,1 s) | Michael Greis (17 min 56,7 s)        |
| 3.  | Matjaž Poklukar (1 min 7 s)    | Nikołaj Krugłow (2 min 3,1 s)     | Raphaël Poirée (18 min 1,3 s)        |

## Wyniki końcowe
Opracowano na podstawie materiału źródłowego:
| Poz. | Bib | Reprezentacja     | Zawodnicy               | Strzelanie zawodnika | Czas zawodnika | Strzelanie drużyny | Czas drużyny | Strata  |
| ---- | --- | ----------------- | ----------------------- | -------------------- | -------------- | ------------------ | ------------ | ------- |
| 01 ! | 2   | Niemcy            | Ricco Groß              | 0+1                  | 20:47,1        | 1+8                | 1:21:51,5    | —       |
| 01 ! | 2   | Niemcy            | Michael Rösch           | 0+0                  | 19:42,5        | 1+8                | 1:21:51,5    | —       |
| 01 ! | 2   | Niemcy            | Sven Fischer            | 1+4                  | 21:11,6        | 1+8                | 1:21:51,5    | —       |
| 01 ! | 2   | Niemcy            | Michael Greis           | 0+3                  | 20:10,3        | 1+8                | 1:21:51,5    | —       |
| 02 ! | 1   | Rosja             | Iwan Czeriezow          | 0+3                  | 21:10,0        | 0+6                | 1:22:12,4    | +20,9   |
| 02 ! | 1   | Rosja             | Siergiej Czepikow       | 0+0                  | 20:09,7        | 0+6                | 1:22:12,4    | +20,9   |
| 02 ! | 1   | Rosja             | Pawieł Rostowcew        | 0+2                  | 20:40,0        | 0+6                | 1:22:12,4    | +20,9   |
| 02 ! | 1   | Rosja             | Nikołaj Krugłow         | 0+1                  | 20:12,7        | 0+6                | 1:22:12,4    | +20,9   |
| 03 ! | 3   | Francja           | Julien Robert           | 0+0                  | 21:33,8        | 0+6                | 1:22:35,1    | +43,6   |
| 03 ! | 3   | Francja           | Vincent Defrasne        | 0+1                  | 19:45,3        | 0+6                | 1:22:35,1    | +43,6   |
| 03 ! | 3   | Francja           | Ferréol Cannard         | 0+2                  | 21:02,1        | 0+6                | 1:22:35,1    | +43,6   |
| 03 ! | 3   | Francja           | Raphaël Poirée          | 0+3                  | 20:13,9        | 0+6                | 1:22:35,1    | +43,6   |
| 4.   | 7   | Szwecja           | Jakob Börjesson         | 0+4                  | 21:35,3        | 0+12               | 1:22:35,1    | +43,6   |
| 4.   | 7   | Szwecja           | Björn Ferry             | 0+3                  | 20:20,5        | 0+12               | 1:22:35,1    | +43,6   |
| 4.   | 7   | Szwecja           | Mattias Nilsson         | 0+3                  | 20:27,5        | 0+12               | 1:22:35,1    | +43,6   |
| 4.   | 7   | Szwecja           | Carl Johan Bergman      | 0+2                  | 20:11,8        | 0+12               | 1:22:35,1    | +43,6   |
| 5.   | 4   | Norwegia          | Halvard Hanevold        | 0+2                  | 21:33,1        | 2+9                | 1:23:03,6    | +1:12,1 |
| 5.   | 4   | Norwegia          | Stian Eckhoff           | 0+2                  | 20:22,1        | 2+9                | 1:23:03,6    | +1:12,1 |
| 5.   | 4   | Norwegia          | Frode Andresen          | 2+5                  | 21:52,9        | 2+9                | 1:23:03,6    | +1:12,1 |
| 5.   | 4   | Norwegia          | Ole Einar Bjørndalen    | 0+0                  | 19:15,5        | 2+9                | 1:23:03,6    | +1:12,1 |
| 6.   | 8   | Czechy            | Ondřej Moravec          | 0+1                  | 20:44,6        | 1+11               | 1:23:04,0    | +1:12,5 |
| 6.   | 8   | Czechy            | Zdeněk Vítek            | 1+3                  | 20:47,4        | 1+11               | 1:23:04,0    | +1:12,5 |
| 6.   | 8   | Czechy            | Roman Dostál            | 0+4                  | 20:57,7        | 1+11               | 1:23:04,0    | +1:12,5 |
| 6.   | 8   | Czechy            | Michal Šlesingr         | 0+3                  | 20:34,3        | 1+11               | 1:23:04,0    | +1:12,5 |
| 7.   | 9   | Ukraina           | Ołeksandr Biłanenko     | 0+3                  | 21:32,6        | 1+11               | 1:23:40,4    | +1:48,9 |
| 7.   | 9   | Ukraina           | Andrij Deryzemla        | 0+2                  | 20:10,3        | 1+11               | 1:23:40,4    | +1:48,9 |
| 7.   | 9   | Ukraina           | Aleksiej Korobiejnikow  | 0+2                  | 20:52,7        | 1+11               | 1:23:40,4    | +1:48,9 |
| 7.   | 9   | Ukraina           | Rusłan Łysenko          | 1+4                  | 21:04,8        | 1+11               | 1:23:40,4    | +1:48,9 |
| 8.   | 12  | Włochy            | Christian De Lorenzi    | 0+2                  | 20:48,8        | 2+10               | 1:23:40,9    | +1:49,4 |
| 8.   | 12  | Włochy            | Rene Laurent Vuillermoz | 0+2                  | 20:05,2        | 2+10               | 1:23:40,9    | +1:49,4 |
| 8.   | 12  | Włochy            | Paolo Longo             | 2+3                  | 21:53,2        | 2+10               | 1:23:40,9    | +1:49,4 |
| 8.   | 12  | Włochy            | Wilfried Pallhuber      | 0+3                  | 20:53,7        | 2+10               | 1:23:40,9    | +1:49,4 |
| 9.   | 16  | Stany Zjednoczone | Jay Hakkinen            | 0+6                  | 20:40,8        | 1+17               | 1:24:23,4    | +2:31,9 |
| 9.   | 16  | Stany Zjednoczone | Tim Burke               | 0+6                  | 21:05,9        | 1+17               | 1:24:23,4    | +2:31,9 |
| 9.   | 16  | Stany Zjednoczone | Lowell Bailey           | 0+4                  | 21:17,1        | 1+17               | 1:24:23,4    | +2:31,9 |
| 9.   | 16  | Stany Zjednoczone | Jeremy Teela            | 1+4                  | 21:19,6        | 1+17               | 1:24:23,4    | +2:31,9 |
| 10.  | 11  | Słowenia          | Janez Marič             | 0+4                  | 21:19,3        | 1+10               | 1:25:01,4    | +3:09,9 |
| 10.  | 11  | Słowenia          | Janez Ožbolt            | 0+1                  | 20:57,9        | 1+10               | 1:25:01,4    | +3:09,9 |
| 10.  | 11  | Słowenia          | Klemen Bauer            | 1+4                  | 21:39,9        | 1+10               | 1:25:01,4    | +3:09,9 |
| 10.  | 11  | Słowenia          | Matjaž Poklukar         | 0+1                  | 21:04,3        | 1+10               | 1:25:01,4    | +3:09,9 |
| 11.  | 5   | Białoruś          | Alaksandr Syman         | 0+5                  | 22:04,4        | 1+15               | 1:25:04,1    | +3:12,6 |
| 11.  | 5   | Białoruś          | Siarhiej Nowikau        | 0+2                  | 20:36,0        | 1+15               | 1:25:04,1    | +3:12,6 |
| 11.  | 5   | Białoruś          | Rustam Waliullin        | 1+5                  | 21:46,4        | 1+15               | 1:25:04,1    | +3:12,6 |
| 11.  | 5   | Białoruś          | Oleg Ryżenkow           | 0+3                  | 20:37,3        | 1+15               | 1:25:04,1    | +3:12,6 |
| 12.  | 17  | Japonia           | Tatsumi Kasahara        | 0+2                  | 21:22,1        | 2+11               | 1:25:15,6    | +3:24,1 |
| 12.  | 17  | Japonia           | Hidenori Isa            | 0+2                  | 20:39,0        | 2+11               | 1:25:15,6    | +3:24,1 |
| 12.  | 17  | Japonia           | Kyōji Suga              | 0+3                  | 20:48,6        | 2+11               | 1:25:15,6    | +3:24,1 |
| 12.  | 17  | Japonia           | Shin’ya Saitō           | 2+4                  | 22:25,9        | 2+11               | 1:25:15,6    | +3:24,1 |
| 13.  | 13  | Polska            | Wiesław Ziemianin       | 0+1                  | 20:56,5        | 2+10               | 1:26:57,0    | +5:05,5 |
| 13.  | 13  | Polska            | Tomasz Sikora           | 0+1                  | 20:01,2        | 2+10               | 1:26:57,0    | +5:05,5 |
| 13.  | 13  | Polska            | Michał Piecha           | 2+5                  | 23:37,6        | 2+10               | 1:26:57,0    | +5:05,5 |
| 13.  | 13  | Polska            | Krzysztof Pływaczyk     | 0+3                  | 22:21,7        | 2+10               | 1:26:57,0    | +5:05,5 |
| 14.  | 10  | Słowacja          | Pavol Hurajt            | 2+5                  | 22:53,5        | 3+19               | 1:27:44,9    | +5:53,4 |
| 14.  | 10  | Słowacja          | Dušan Šimočko           | 0+3                  | 21:37,2        | 3+19               | 1:27:44,9    | +5:53,4 |
| 14.  | 10  | Słowacja          | Miroslav Matiaško       | 1+6                  | 22:11,3        | 3+19               | 1:27:44,9    | +5:53,4 |
| 14.  | 10  | Słowacja          | Marek Matiaško          | 0+5                  | 21:02,9        | 3+19               | 1:27:44,9    | +5:53,4 |
| 15.  | 15  | Estonia           | Dimitri Borovik         | 0+3                  | 21:43,0        | 2+16               | 1:27:48,9    | +5:57,4 |
| 15.  | 15  | Estonia           | Indrek Tobreluts        | 0+4                  | 21:35,5        | 2+16               | 1:27:48,9    | +5:57,4 |
| 15.  | 15  | Estonia           | Roland Lessing          | 0+3                  | 21:20,7        | 2+16               | 1:27:48,9    | +5:57,4 |
| 15.  | 15  | Estonia           | Priit Viks              | 2+6                  | 23:09,7        | 2+16               | 1:27:48,9    | +5:57,4 |
| 16.  | 14  | Łotwa             | Jānis Bērziņš           | 1+3                  | 22:21,5        | 5+12               | 1:28:10,6    | +6:19,1 |
| 16.  | 14  | Łotwa             | Edgars Piksons          | 0+1                  | 21:11,5        | 5+12               | 1:28:10,6    | +6:19,1 |
| 16.  | 14  | Łotwa             | Raivis Zīmelis          | 4+6                  | 23:55,2        | 5+12               | 1:28:10,6    | +6:19,1 |
| 16.  | 14  | Łotwa             | Ilmārs Bricis           | 0+2                  | 20:42,4        | 5+12               | 1:28:10,6    | +6:19,1 |
| 17.  | 6   | Austria           | Daniel Mesotitsch       | 1+5                  | 23:32,6        | 1+11               | 1:28:26,4    | +6:34,9 |
| 17.  | 6   | Austria           | Friedrich Pinter        | 0+0                  | 21:50,5        | 1+11               | 1:28:26,4    | +6:34,9 |
| 17.  | 6   | Austria           | Ludwig Gredler          | 0+3                  | 21:54,1        | 1+11               | 1:28:26,4    | +6:34,9 |
| 17.  | 6   | Austria           | Christoph Sumann        | 0+3                  | 21:09,2        | 1+11               | 1:28:26,4    | +6:34,9 |

## Po zawodach
Opracowano na podstawie materiałów źródłowych:
Pierwsze 15 reprezentacji klasyfikacji Pucharu Świata
w sztafecie mężczyzn po zawodach:
| Pozycja | Reprezentacja     | Punkty | Strata | Zmiana |
| ------- | ----------------- | ------ | ------ | ------ |
| 1.      | Niemcy            | 200    | –      | 1      |
| 2.      | Rosja             | 184    | +16    | 1      |
| 3.      | Francja           | 169    | +31    |        |
| 4.      | Norwegia          | 164    | +36    |        |
| 5.      | Białoruś          | 147    | +53    |        |
| 6.      | Austria           | 145    | +55    |        |
| 7.      | Szwecja           | 145    | +55    |        |
| 8.      | Czechy            | 138    | +62    |        |
| 9.      | Ukraina           | 137    | +63    |        |
| 10.     | Słowacja          | 98     | +102   |        |
| 11.     | Włochy            | 93     | +107   | 3      |
| 12.     | Stany Zjednoczone | 81     | +119   | 6      |
| 13.     | Finlandia         | 81     | +119   | 2      |
| 14.     | Słowenia          | 78     | +122   | 1      |
| 15.     | Szwajcaria        | 78     | +122   | 3      |

Pierwsze 15 reprezentacji klasyfikacji Pucharu Narodów po zawodach:
| Pozycja | Reprezentacja | Punkty | Strata | Zmiana |
| ------- | ------------- | ------ | ------ | ------ |
| 1.      | Niemcy        | 5366   | –      |        |
| 2.      | Norwegia      | 5087   | +279   |        |
| 3.      | Rosja         | 4996   | +370   |        |
| 4.      | Francja       | 4666   | +700   |        |
| 5.      | Białoruś      | 4322   | +1044  |        |
| 6.      | Austria       | 4251   | +1115  |        |
| 7.      | Czechy        | 3908   | +1458  |        |
| 8.      | Szwecja       | 3854   | +1512  |        |
| 9.      | Ukraina       | 3690   | +1676  |        |
| 10.     | Włochy        | 3448   | +1918  |        |
| 11.     | Łotwa         | 3072   | +2294  |        |
| 12.     | Polska        | 2933   | +2433  |        |
| 13.     | Szwajcaria    | 2815   | +2551  |        |
| 14.     | Słowacja      | 2733   | +2633  |        |
| 15.     | Słowenia      | 2728   | +2638  |        |

## Składy zespołów
1. 1 2  W składzie: Stian Eckhoff, Egil Gjelland, Halvard Hanevold, Ole Einar Bjørndalen
2. ↑  W składzie: Filipp Szulman, Iwan Czeriezow, Pawieł Rostowcew, Nikołaj Krugłow
3. ↑  W składzie: Julien Robert, Raphaël Poirée, Alexandre Aubert, Vincent Defrasne
4. 1 2  W składzie: Ricco Groß, Alexander Wolf, Sven Fischer, Michael Greis
5. ↑  W składzie: Iwan Czeriezow, Nikołaj Krugłow, Pawieł Rostowcew, Siergiej Czepikow
6. ↑  W składzie: Julien Robert, Vincent Defrasne, Ferréol Cannard, Raphaël Poirée
7. 1 2  W składzie: Siergiej Rożkow, Pawieł Rostowcew, Iwan Czeriezow, Nikołaj Krugłow
8. ↑  W składzie: Ołeksij Ajdarow, Siarhiej Nowikau, Władimir Draczow, Oleg Ryżenkow
9. ↑  W składzie: Michael Rösch, Alexander Wolf, Sven Fischer, Michael Greis
10. ↑  W składzie: Daniel Mesotitsch, Wolfgang Perner, Ludwig Gredler, Christoph Sumann
11. ↑  W składzie: Halvard Hanevold, Emil Hegle Svendsen, Frode Andresen, Stian Eckhoff
12. ↑  W składzie: Daniel Mesotitsch, Friedrich Pinter, Wolfgang Rottmann, Christoph Sumann
13. ↑  W składzie: Halvard Hanevold, Frode Andresen, Egil Gjelland, Ole Einar Bjørndalen
14. ↑  W składzie: Ricco Groß, Peter Sendel, Sven Fischer, Frank Luck
15. ↑  W składzie: Gilles Marguet, Vincent Defrasne, Julien Robert, Raphaël Poirée